# Osteocephalus vasquezi
Osteocephalus vasquezi — вид жаб родини райкових (Hylidae). Описаний у 2023 році.

## Поширення
Ендемік Перу. Відомий лише у типовому місцезнаходженні — національний парк Яначага-Чемільєн у регіоні Паско, що розташований в центрі країни. Мешкає у передгірних лісах на висоті між 1000–1150 м над рівнем моря.

## Назва
Вид названо на честь Педро Васкеса Руести, перуанського лісового інженера, який є піонером у сфері охорони дикої природи в Перу. З 1978 року він працював над розвитком управління дикою природою та охоронюваними природними територіями як професор на факультеті лісового господарства Національного аграрного університету Ла Моліна у Лімі.

## Опис
Тіло самців завдовжки до 52,9 мм, самиць — до 75,5 мм. Спинка від коричневого до темно-коричневого або помаранчево-коричневого, з темно-коричневими нерівними плямами або без них; горло коричневе з характерним візерунком білих неправильних плям або вермикуляцій. Цей вид можна легко відрізнити від схожого Osteocephalus mimeticus за наявністю кремового або кремово-коричневого черева з чітко вираженим малюнком коричневих шоколадних плям і цяток (у O. mimeticus вентер кремовий, коричневий або коричний без плям). Пуголовки O. vasquezi разюче відрізняються від пуголовків O. mimeticus тим, що мають більший ротовий диск із дев'ятьма нижніми губними рядами зубів (лише шість у O. mimeticus).